# Connarus beyrichii
Connarus beyrichii är en tvåhjärtbladig växtart som beskrevs av Jules Émile Planchon. Connarus beyrichii ingår i släktet Connarus och familjen Connaraceae. Inga underarter finns listade i Catalogue of Life.